# Solitanea
Solitanea is een geslacht van vlinders van de familie spanners (Geometridae), uit de onderfamilie Larentiinae.

## Soorten
- S. defricata Püngeler, 1904
- S. mariae (Stauder, 1921)